# 多夫若克 (涅米羅夫區)
48°49′57″N 28°58′2″E / 48.83250°N 28.96722°E
多夫若克（烏克蘭語：Довжок），是烏克蘭西南部的村落，隸屬文尼察州的圖利欽區。該村面積0.87平方公里，海拔高度222米，2001年人口252，人口密度每平方公里289.32人。